# Aniq Raushan
Aniq Raushan (* 5. Oktober 2003 in Singapur), mit vollständigem Namen Aniq Raushan bin Mohamad Azra, ist ein singapurischer Fußballspieler.

## Karriere
Aniq Raushan erlernte das Fußballspielen in der Schulmannschaft der Singapore Sports School. Seinen ersten Vertrag unterschrieb er am 1. Januar 2021 bei den Lion City Sailors. Der Verein spielt in der ersten singapurischen Liga, der Singapore Premier League. Sein Erstligadebüt gab Aniq Raushan am 18. April 2021 im Heimspiel gegen Balestier Khalsa. Hier stand er in der Startelf und wurde in der 77. Minute gegen Aqhari Abdullah ausgewechselt. Am Ende der Saison feierte er mit den Sailors die singapurische Meisterschaft. Im Februar 2022 gewann der mit den Sailors den Singapore Community Shield. Das Spiel gegen Albirex Niigata (Singapur) gewann man mit 2:1. Bis Ende 2022 bestritt er fünf Erstligaspiele für die Sailors. Am 1. Januar 2023 trat er seinen Militärdienst an.

## Erfolge
Lion City Sailors
- Singapore Premier League: 2021
- Singapore Community Shield: 2022